# Aín Saíd
Aín Saíd (en árabe: عين اسعيد‎, en francés: Aïn Saïd) es una localidad marroquí perteneciente al municipio de Malusa, la región de Tánger-Tetuán-Alhucemas. Desde 1912 hasta 1956 perteneció a la zona norte del Protectorado español de Marruecos.